# Список кавалеров ордена Святого Александра Невского эпохи Ивана VI

## Кавалеры эпохи Ивана VI
1. 18 октября 1740 — Иоанн Антонович, принц[1].
2. 10 ноября 1740 — Анна Леопольдовна, принцесса, правительница[1][2].
3. 10 ноября 1740 — Юсупов, Борис Григорьевич, князь, тайный советник и Московский губернатор[1][3].
4. 10 ноября 1740 — Стрешнев, Василий Иванович, тайный советник, сенатор и камергер. Умер 15 декабря 1782 года[4].
5. 10 ноября 1740 — Менгден, Карл Людвиг (нем. Karl Ludwig Mengden (1706 — ок.1760)), барон, Коммерц-коллегии президент, тайный советник и камергер[5].
6. 27 ноября 1740 — Головкин, Александр Гаврилович, граф, действительный тайный советник[1].
7. 5 декабря 1740 — Неплюев, Иван Иванович, тайный советник и Киевский губернатор, на коего вторично орден сей надет 15 февраля 1742 года[1].
8. 5 января 1741 — Менгден, Иоанн Генрих (нем. Johann Heinrich Mengden), барон, Лифляндского гофгерихта президент.
9. 13 июля 1741 — Людвиг Эрнст, герцог Брауншвейг-Беверн-Люнебургский[1].
10. 13 июля 1741 — Линар, Мориц-Карл, граф, польско-саксонский министр в России[1].
11. 13 июля 1741 — Рекс, Карл Август фон, граф, польско-саксонский действительный тайный советник и конференц-министр[1].
12. 12 августа 1741 — Бакгоф фон Эхт, Иоанн Фридрих[дат.], граф, датский в России полномочный министр.
13. 12 августа 1741 — Апраксин, Фёдор Андреевич, граф, камергер. Умер генерал-поручиком 2 ноября 1754 года на 53-м году от рождения.
14. 14 августа 1741 — Бредаль, Пётр Петрович, вице-адмирал, коему императрица Елизавета Петровна указом от 30 января 1742 года оный орден носить за верные его заслуги дозволила. Умер в 1756 году.
15. 14 августа 1741 — Еропкин, Дмитрий Фёдорович, генерал-лейтенант. Умер в 1750 году.
16. 14 августа 1741 — Хрущов, Михаил Семёнович, генерал-лейтенант.
17. 14 августа 1741 — Бахметев, Иван Иванович, генерал-лейтенант и сенатор. Императрица Елизавета Петровна подтвердила ему носить сей орден 8 января 1742 года.
18. 29 августа 1741 — Шёмберг, Курт Александр фон, барон, генерал-берг-директор[6].
19. 29 августа 1741 — Репнин, Василий Аникитич, генерал-лейтенант и кадетского корпуса шеф, а потом генерал-фельдцейхмейстер, умер 31 июля 1748 года. Подтверждён кавалером сего ордена императрицей Елизаветой Петровной.
20. 12 сентября 1741 — Штофельн, Фёдор (нем. von Stoffeln), генерал-лейтенант. Умер в 1747 году. Отец генерал-поручика Христофора Фёдоровича.
21. 12 сентября 1741 — Ливен, Юрий Григорьевич, генерал-майор.
22. 12 сентября 1741 — Фермор, Виллим Виллимович, генерал-майор. Императрица Елизавета Петровна подтвердила ему носить сей орден 8 января 1742 года[1].
23. 12 сентября 1741 — Альбрехт, Иван Иванович фон, генерал-майор[7].
24. 12 сентября 1741 — Ливен, Вильгельм-Генрих фон (нем. Wilhelm Heinrich von Lieven), курляндский ландс-гауптман. Умер в 1756 году.